# Zabakuck
Zabakuck è una delle 12 municipalità (Ortschaft) che complongono la città tedesca di Jerichow, nel Land della Sassonia-Anhalt.

## Storia
Fino al 31 dicembre 2009 Zabakuck era un comune autonomo.

## Geografia antropica
La municipalità di Zabakuck comprende le frazioni (Ortsteil) di Zabakuck e Güssow.